# Vreden
Vreden é uma cidade da Alemanha localizado no distrito de Borken, região administrativa de Münster, estado de Renânia do Norte-Vestfália.